# 유복립 정려각
유복립 정려각은 대한민국 경기도 용인시 처인구 양지면 송문리에 있다. 1997년 12월 10일 용인시의 향토문화재 제41호로 지정되었다.